# Monitor de bebé

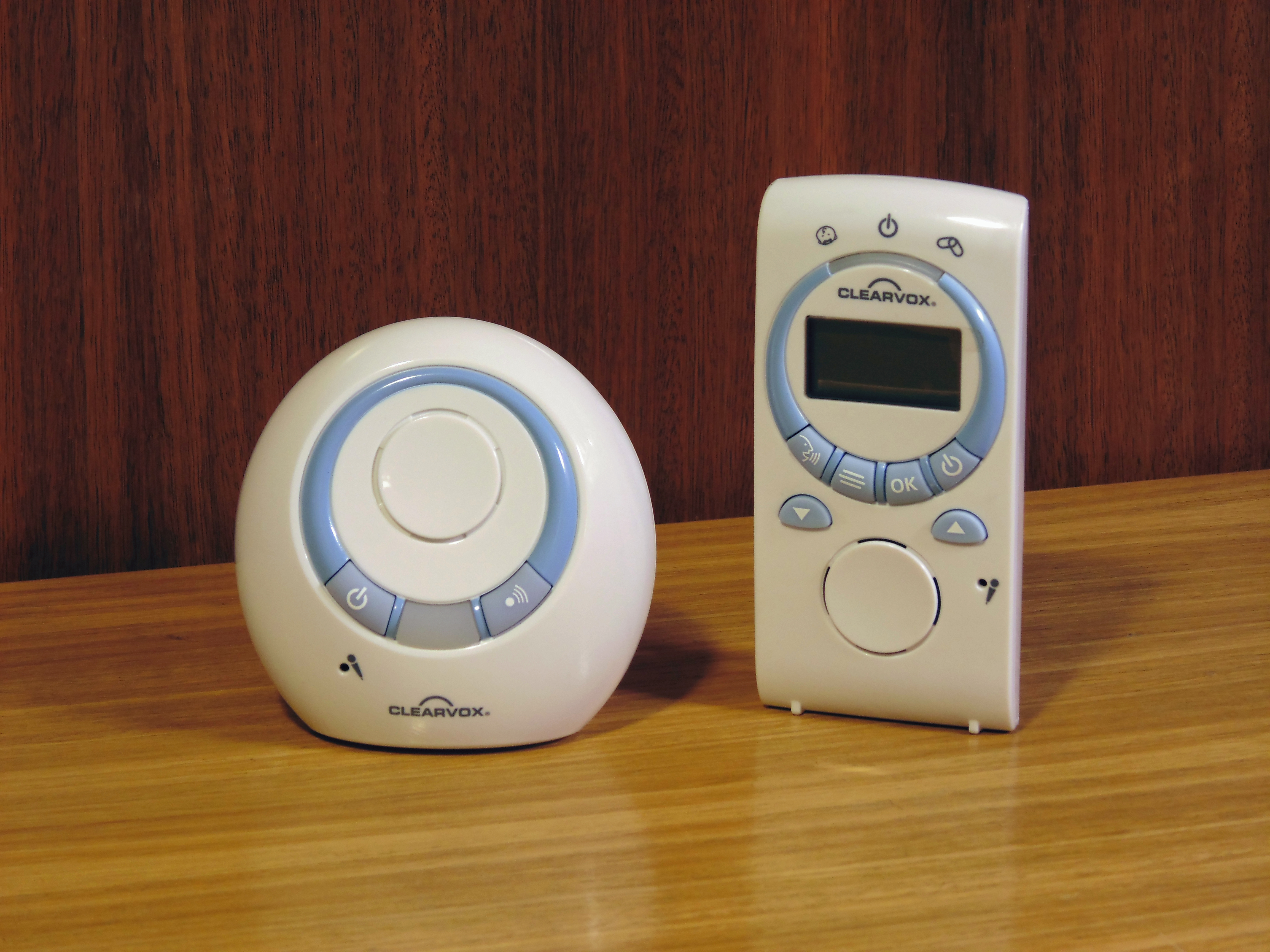
Un monitor de bebé: a la izquierda está el dispositivo transmisor y a la derecha el receptor.

Un monitor de bebé es un sistema de radio utilizado para escuchar remotamente los sonidos producidos por un niño. Un monitor de audio consiste en una unidad transmisora, equipada con un micrófono, que se coloca cerca del bebé. Esta transmite los sonidos a través de ondas de radio a la unidad receptora que es portada por la persona a cargo del niño. El primer monitor de bebé fue comercializado en 1937 con el nombre de «Radio Nurse».
Uno de los principales usos del monitor es permitir a los padres escuchar cuando el bebé despierta aun cuando estén lejos de él. Aunque se utilizan comúnmente, no existe evidencia de que estos aparatos puedan prevenir el síndrome de muerte súbita del lactante y muchos médicos consideran que proporcionan una falsa sensación de seguridad.
Algunos niños pequeños pueden ser escuchados hablando en voz alta durante el sueño (somniloquía, algo normal que realizan para practicar su capacidad del habla.

## Monitores de vídeo para bebés
Desde los años 2000 algunos monitores de bebé también usan una cámara de vídeo para mostrar imágenes en el receptor, ya sea conectándolo a un televisor o incluyendo una pantalla LCD portátil. Estas cámaras de vigilancia suelen llamarse monitores de bebé o cámaras para bebés, popularmente, vigilabebés.
Algunos de estos monitores pueden funcionar por la noche con niveles de iluminación muy bajos. La mayoría de las cámaras para bebé cuentan con visión nocturna. Los LEDs infrarrojos situados en la parte frontal de la cámara permiten al usuario ver al bebé en una habitación oscura. Los monitores de bebé que incorporan esta función la activarán automáticamente en la oscuridad. Algunos de estos dispositivos se conectan mediante Wi-Fi, permitiendo así a los padres vigilarlos desde su ordenador personal o teléfono móvil. 
Se comprobó científicamente que los monitores para bebés pueden reducir en un 90% los accidentes durante el primer año.
Los monitores de vídeo para bebé continúan evolucionando y ahora incorporan prestaciones como lámparas de noche o nanas. Esto no está disponible en todos los monitores. Algunos incluyen termómetros y sensores de movimiento que pueden ser situados debajo del colchón, cerca del bebé o en la cuna.